# Qahjavarestan
Qahjāvarestān o Qahjāverestān (farsi قهجاورستان) è una città dello shahrestān di Esfahan, circoscrizione Centrale, nella provincia di Esfahan in Iran. Nel 2006 aveva 6.854 abitanti. Si trova a est di Esfahan.